# クトゥルフ神話
クトゥルフ神話（クトゥルフしんわ、Cthulhu Mythos）は、パルプ・マガジンの小説を元にした架空の神話。
20世紀にアメリカで創作された架空の神話である。作中では逆に、人類史の神話は太古からのクトゥルフ神話の派生であるということになっている。
パルプ・マガジンの作家であるハワード・フィリップス・ラヴクラフトと友人である作家クラーク・アシュトン・スミス、ロバート・ブロック、ロバート・E・ハワード、オーガスト・ダーレス等の間で架空の神々や地名や書物等の固有の名称の貸し借りによって作り上げられた。
太古の地球を支配していたが、現在は地上から姿を消している強大な力を持つ恐るべき異形の者ども（旧支配者）が現代に蘇ることを共通のテーマとする。そのキャラクターの中でも旧支配者の一柱、彼らの司祭役を務め、太平洋の底で眠っているというタコやイカに似た頭部を持つ軟体動物が巨大化したようなクトゥルフが有名である。

## 概要

### 名前
邪神の名前である「Cthulhu」は、本来人間には発音不能な音を表記したものであり、クトゥルフやクトゥルーなどはあくまで便宜上の読みとされているため、アメリカでもどう発音するかは決まっておらず、邦訳でも表記がブレておりクトゥルー神話、ク・リトル・リトル神話、クルウルウ神話とも呼ばれる。
日本では、1974年出版のラヴクラフト傑作集（のち全集）を訳した大西尹明はクトゥルフと表記した理由を「発音されると考えられる許容範囲内で、その最も不自然かつ詰屈たる発音を選んだがため」としている。
ダーレスによると、「クトゥルフ神話」という名称は、神話の基本的な枠組を明らかにした作品がラヴクラフトの『クトゥルフの呼び声』であることに基づいており、神名クトゥルフではなく作品名に由来するものである。
ラヴクラフトは、自身の作品群や世界について「アーカム・サイクル（アーカム物語群）」「クトゥルフその他の神話（Cthulhu & other myth）……戯れに地球上の生物を創造したネクロノミコン中の宇宙的存在にまつわる神話」「ヨグ＝ソトース神話（ヨグ＝ソトーサリー）」と呼称した。
英語圏ではジャンルを「サイクル」と呼ぶことがあり、クトゥルフ神話を「Cthulhu Cycle」、ほかに例えばドリームランドものを「en:Dream Cycle」、ハイパーボリアものを「en:Hyperborean cycle」などと表現する。
「クトゥルフ神話」とはややニュアンスが異なる概念として、英語圏では「ラヴクラフティアン・ホラー (en:Lovecraftian horror)」という呼称でも呼ばれている。

### 体系化
「クトゥルフ神話」という呼称は、長らくダーレスの考案とされてきた。何時から使用され始めたのかは不明だが、クラーク・アシュトン・スミスがダーレスに宛てた1937年4月13日付けの手紙に「the Cthulhu mythology」がラヴクラフトの作品全般を言い換える単語として現れている。そのため「クトゥルフ神話」は、ダーレスが独自の見解を加え体系化した後の呼称としてラヴクラフトの作品群や、その設定を指す「原神話」や「ラヴクラフト神話（Lovecraft Mythos）」と区別する意味で「ダーレス神話（Derleth Mythos）」と呼ばれることもあった。特にダーレスによって持ち込まれたとされている旧神/旧支配者という善悪二元論的な対立関係に否定的な立場の読者は、この両者を明確に区別している。
この神話体系で用いられた固有名称は後の作家たちにも引き継がれているが、作中の扱いについては各作家の自由であり、一般的なシェアード・ワールドに限定されない。ライターの森瀬繚はこれらの作風を、世界よりも固有名詞の方に着目して「シェアード・ワード」と表現している。
ホラー小説分野から生まれ、今日ではクトゥルフ神話TRPGが大規模を占める。ホラー小説で発表されたものがTRPGに取り込まれ、さらにTRPG内でも新たな要素が作られて拡張するというサイクルで動いている。ファンの層が異なることもあり、入り口は広い。

### アメリカの神話？
神話を紹介するライトな文脈で、クトゥルフ神話をアメリカの神話として紹介することがある。だが現実には、アメリカ先住民は神話を持っていたし、白人移住者たちもキリスト教や魔女宗を持ち込み、先住民と融合しなかった。アメリカ合衆国は神話を持たなかったし、アメリカはキリスト教を前提として建国されている。

## 構成する要素

### 宇宙的恐怖
ラヴクラフトがホラー小説について考察・提唱した概念。
それまでの、吸血鬼や幽霊など人間の情念に基づいた人間らしい恐怖を排除する傾向、宇宙空間や他次元などの現代的な外世界を取り上げるなどの要素がある。
すなわち、無機質で広漠な宇宙において人類の価値観や希望には何の価値もなく、ただ意志疎通も理解も拒まれる絶対的他者の恐怖に晒されているのだという不安と孤独感をホラー小説に取り込んだものとされる。
もっともラヴクラフト自身が必ずしも一貫しておらず、作品全体のテーマというわけでも無く、むしろ現在に至る『クトゥルフ神話大系』を広めた立役者たるオーガスト・ダーレスによる売り込み材料とされる。
順序としては、ラヴクラフトは宇宙的恐怖をテーマにクトゥルフ神話を書いたが、作家仲間たちは己のテーマを以てクトゥルフ神話を書き、それらが集まってクトゥルフ神話が成立したと言える。そのため、何をテーマとするかは作品と作家次第である。現在のクトゥルフ神話は巨大ジャンルと化しており、多数かつ多様な作品によって構成されている。
英語圏では「コズミシズム (en:Cosmicism)」とも呼称されている。またラヴクラフトを強調して、先述の「ラヴクラフティアン・ホラー (en:Lovecraftian horror)」の名前でも呼ばれる。

### ラヴクラフトのモチーフ
従来、ラヴクラフトがクトゥルフ神話に描いた恐怖は、彼自身の価値観に由来していると考えられてきた。彼の作品には、自身の家系から来る遺伝的な狂気への恐怖、退行、悪夢などいくつかの共通したモチーフが見られる。またラヴクラフトは、海産物に対して病的な恐怖を抱いていたことがクトゥルフなどの造型に関係しているのだとみなす向きもあった。さらにラヴクラフトには非白人への恐怖感や嫌悪感があり、20世紀前半当時としては問題にはならないが現代であれば人種差別主義と言えるほどの偏見で、諸作品における人間と人ならざるものとの混血といったモチーフに結びついている。ニューヨークに象徴される現代アメリカ文化に対する嫌悪感も強く描写されており、ラヴクラフトの恐怖と嫌悪は、人種云々以前に現実全般（己自身をも含む）に及んでいたものと思われている。
対して好古趣味で知られ、アメリカ植民時代の古い建築物街並みの描写がしばしば登場する。自身も古い時代の家に住んだことを喜んでいる手紙を書いている。また化学、天文学に強い関心があり、「科学を信じると共に宗教心を失ったが、悪夢にも苦しまなくなった」としている。架空の天体、宇宙から来た生物などSFの要素が強いのもクトゥルフ神話の特徴である。ギリシア神話や詩、童話に影響を受け、文学以外では、ドレやゴヤの絵画を挙げている。

## 発展
ラヴクラフトは、自身の創作したキャラクターや地名などの固有名称や設定が自身の複数の作品に渡って登場する一種のスターシステムを取り入れた。これは、読者が繰り返し同じ名称に触れることで関心を引き出すという演出である一方、ラヴクラフト自身が気に入った他人の作品に登場した名称をメタフィジカルに登場させて関連付けたり、異なる作品をシリーズ化させ単純に新しい設定を作る手間を省く狙いもあった。やがてそれらを他の作家が利用すると複数の作品が世界を共有することで一つの体系を為すようになった。
一連の小説世界は、ラヴクラフトとフランク・ベルナップ・ロング、クラーク・アシュトン・スミス、オーガスト・ダーレスらの固有名詞・設定のやり取りによって創始され、彼の死後、ダーレスやリン・カーターらがそれらの設定を整理して「クトゥルフ神話」として体系化していった。ラヴクラフト自身、後期の作品群にはある種の体系化を試みた形跡が見られ、共通した人名、地名、怪物名、書名等が現れ、作品間の時系列的関係にも考慮の跡がみられる。しかし背景をなす神話世界の全体像に関しては、もっぱら暗示するに留めた。
ラヴクラフトは、彼に先行する作家アルジャーノン・ブラックウッド、ロード・ダンセイニ、アーサー・マッケンやエドガー・アラン・ポーなどから影響を受けている。今日では、マッケンの『白魔』やロバート・W・チェンバースの『黄の印』など、ラヴクラフトに先行する作品もクトゥルフ神話体系の一部と見なす見解もある。
最初のクトゥルフ神話作品については、1917年の『ダゴン』、1921年の『無名都市』、1926年執筆・1928年発表の『クトゥルフの呼び声』などが挙げられそれぞれに理由はあるが、特定はできない。一例だが東雅夫は『クトゥルフの呼び声』が執筆された1926年を「クトゥルフ神話元年」と表現した。ラヴクラフト以外による最初のクトゥルフ神話は、1928年のFBロングの『喰らうものども』である。創始者のラヴクラフトは構想の全貌を体系化することを試みておらず、また多くの執筆者の手によって諸々の作品が書かれ、いわゆる「クトゥルフ神話」はいつの間にか成立していたのだが、ダーレスなどは体系化することを試みる。大瀧啓裕は、『クトゥルフの呼び声』『ダンウィッチの怪』『インスマウスの影』の3作品をダーレスによるクトゥルフ神話体系の中核と述べる。

### アーカムハウス
ラヴクラフトの愛読者であったダーレスは、自分の解釈に基づいて自分も神話作品を執筆し、旧神が邪悪な旧支配者を封印したとする独自の見解や、旧支配者を四大霊にあてはめるなど新たな解釈を行なった。ダーレスは第2作神話『潜伏するもの』などの原稿をラヴクラフトに送っており、（正式公開前の原稿段階で）読んだラヴクラフトは力作と賞賛した。その後、ダーレスは自らの解釈に基づく作品を多数発表していくことになるが、他の作家たちもそれぞれ好き勝手な解釈や設定を付け加えていた。
ラヴクラフトはパルプ雑誌『ウィアード・テイルズ』に作品を載せていたが、掲載を断られたり、自信がない作品は発表せずストックしていた。彼の死後、1939年にダーレスは、これらを出版するため出版社「アーカムハウス」を創設する。これによって未発表の作品が多くの人に触れる切っ掛けになる。またダーレスはラヴクラフトの構想メモを引き継ぎ連名で神話作品を複数執筆しているが、それらはダーレス神話であり、ラヴクラフト単独の作品とは雰囲気や設定が大きく食い違う。またダーレスは「クトゥルフ神話」体系の普及に努め、他の作家も神話作品を書くように働きかけた。
これらによってラヴクラフトという作家は広く認知されることとなったが、ダーレスはラヴクラフトの文学を後世に伝え広めた最大の貢献者として称賛される一方で、ラヴクラフトのコズミック・ホラーを世俗的な善vs悪の図式に単純化したという理由で死後に批判されることにもなった。ただしダーレスが他作家に「ダーレス神話」を強要したわけではなく、ダーレス存命中にアーカムハウスから刊行された新世代作家陣によるクトゥルフ神話作品は、必ずしもダーレス設定に準拠しているわけではない。

### 新しい発展
ダーレスは、ラヴクラフトやスミスの書簡集も出版したが、クトゥルフ神話については、あくまでも作品に記された部分にだけ注目していた。だが、書簡の中でのみ言及されている設定や神々の名もあった。最初にそこに注目したのはリン・カーターである。今日では、書簡で述べられていた設定は、次々と神話作品内に取り入れられている。
ラヴクラフトが創始したクトゥルフ神話作品の基本パターンは、好事家や物好きな旅行者が偶然から旧支配者にまつわる伝承や遺物に触れ、興味を引かれて謎を探求する内に真相を探り当てて悲劇的最期を遂げ、それを本人（が残した手記で）あるいは友人が語るというもので、特定の地名や神名、魔術書などの独特のアイテムが作中に散りばめられる。クトゥルフ神話は、こうしたアイテムによって定義されているとも言え、小説の素材として多くの作家に利用されてきた。ラヴクラフト以後の作家によって書かれた神話作品は、こうしたラヴクラフトの基本プロットを踏襲して、そこに新たに創作した遺物を付け加えるなどクトゥルフ神話の一部と呼ぶに相応しい本格的なものから、単に旧支配者の神名や召喚の聖句などが作中に出てくるだけのものまで、さまざまに共有・拡張され、神話体系ができあがっている。そして、これらの神名や新しい土地、魔導書等の名やキャラクターは、今も増え続けている。
1940・50年代、アーカムハウスから作家が作品を発表する一方で、あるファンはバラバラだった作品群を体系化しようと、事典を作りファンジンに発表する。これらの事典は、ダーレスに注目されることとなり、アーカムハウスの単行本に収録され、またダーレスが作品の方を事典の記載に合わせるなど行い、公式設定と化すことになった。
カーターは1970年代にリバイバルと体系化を試み、1972年に『クトゥルー神話全書』を著してクトゥルフ神話の知名度を上げた。これを境に、英語圏で神話書籍が爆発的に増加している。ダーレスとカーターの没後は、ロバート・M・プライスなどが神話を牽引する。
作家たちの想像力の限りを尽くした、この世のものとも思えない異形の旧支配者たちは、怪奇ファンのみならず多くの読者を楽しませており、今や怪奇小説一つの枠に納まらなくなりつつある。2009年にはカナダのPermuted Pressから、ナイアーラトテップの一人称による暗黒小説、シュブ＝ニグラスをヒロインとした正統派ロマンス小説、ハーマン・メルヴィルの『白鯨』やジュール・ヴェルヌのキャラクターであるネモ船長を導入した作品など、他ジャンルのクトゥルフ神話作品を収録した作品集が刊行されている。
1981年に、TRPG『クトゥルフの呼び声』（後のクトゥルフ神話TRPG）が登場する。先行の大手TRPGが『ダンジョンズ&ドラゴンズ』などいわゆる「剣と魔法のファンタジー」であった時代に、異質なホラーゲームとして登場してファンを獲得した。TRPGはまた、独自の体系化を行っている。アメコミ分野でも、DCやマーベルをはじめ神話作品が生まれている小説のみならず、漫画やゲームの世界にも神話世界は拡張され続けている。
フランスでは1950年代に紹介され始めていたが、1960年にジャック・ベルジェfr:Jacques Bergierが『魔術師の朝』（Le Matin des Magiciens、邦訳抄訳版『神秘学大全』）でラヴクラフトを紹介したことがきっかけとなり声価が急速に高まった。

### 日本でのクトゥルフ神話
日本でのクトゥルフ神話の始まりは、少なくとも1956年において早川書房のアンソロジー『幻想と怪奇2』に「ダンウィッチの怪」の収録が確認されている。ラヴクラフトやクトゥルフ神話が広く知れ渡ったのは、1972年の『S-Fマガジン』9月臨時増刊号で、クトゥルフ神話が初めて特集されたこと。翌1973年の専門誌『幻想と怪奇』第4号で「ラヴクラフト＝CTHULHU神話」と題され特集された。
1972年に創土社から日本最初のラヴクラフト作品集『暗黒の秘儀』が刊行され、続いて1974年に創元推理文庫から『ラヴクラフト全集1』が刊行され、80年代にはクトゥルフ神話作品が複数のレーベルから盛んに翻訳紹介された。だがやがて紹介が鈍化し、英米から引き離される。
日本における翻訳ではない最初のクトゥルフ神話作品は、『小説現代』1977年4月号掲載の山田正紀の短編『銀の弾丸』である。高木彬光の短編『邪教の神』（1956年）とする意見もある。最初の長編クトゥルフ神話の作品がいずれであるかは定かではないが、菊地秀行は1980年7月より刊行の始まった風見潤の『クトゥルー・オペラ』シリーズがそうなのではないかと指摘している。80・90年代の日本製クトゥルフ神話は、ほとんどが活劇として書かれ、またジュヴナイルであったことが指摘されている。朝松健は、日本でのクトゥルフ神話の普及に最大の功績を果たしたのは栗本薫の『魔界水滸伝』と述べている。80年代に刊行された『真ク・リトル・リトル神話大系』の読者カードを集計したところ、78%が『魔界水滸伝』を読んでクトゥルフ神話に興味を持ったと回答していたという。日本ではSF作家が好んで取り上げ、漫画やコンピュータゲームのジャンルにも導入された。
先述のTRPGも1986年に日本に入ってくる。TRPGは英語圏の作品を豊富に取り込んでいるが、日本では作品の方が翻訳されずに、ずれがあるという状態になっている。

## クトゥルフ神話の用語一覧

### クトゥルフ神話の神々と生物
神の分類法は幾つかあるが、ラヴクラフトのドリームランドにおいて大地の神/外の神に2分する方法と、ダーレス神話の邪神/善神に2分する方法と、カーター事典による旧支配者/旧神/地球本来の神々に3分する方法が知られる。

#### 旧支配者（グレート・オールド・ワン）/ 外なる神
「旧支配者」とは、クトゥルフ神話における邪神の総称である。ラヴクラフトが使った語であるが、曖昧で、用語すら統一されていない。ダーレス神話にて一応は、旧神に反逆して封印された邪神たちという定義が為されてはいる。
「外なる神（The Outer GODS）」とは、旧支配者の上位区分である。1980年代にケイオシアム社のTRPG『クトゥルフの呼び声』で追加された後付けカテゴリだが、後に一般化し、小説やゲーム、コミックなどでも多用されるようになる。

#### 旧神
（基本的に）Elder Godと呼ばれる神々。ダーレスが、邪悪なる神々を封印した善神として創り出した。ノーデンスが旧神とされ、また初期は「名前のわかっている旧神はノーデンスだけ」とされていた。後にブライアン・ラムレイやフランクリン・シーライトが掘り下げやアレンジを行い、旧神の設定は詳細化している。

#### 地球本来の神々
クトゥルフ神話の地球には、ギリシャ神話の神々や、ドリームランドに住む神々もおり、彼らはGods of Earth、大いなるものGreat Onesと呼ばれる。Earthを日本語訳したため、「地球」「大地」と言われるが、意味するところは蕃神（地球外からやって来た神々＝旧支配者と旧神）の対義語である。
ドリームランドの人々は、〈大いなるもの〉を信仰する。彼らカダスの神族は人の姿をしており、邪神や旧神ほどに超常的な力を持たない。ノーデンスとナイアーラトテップが、彼らのパトロンに就いている。

#### 異種族その他
「旧支配者」と言った場合に異種族たちの方を指すことがある。またTRPGでは、邪神に仕える「奉仕種族」と、それ以外の「独立種族」という独自の分類法を用いている。
異種族
Adumbrali（アドゥムブラリ）、Byakhee（バイアクヘー）、Colour out of Space（宇宙からの色 / 異次元の色彩）、Cthonian（クトーニアン）、Deep Ones（深きものども）、Elder Things / Old Ones（古のもの）、Fishers from Outside（外世界からの漁師 / 外界からの漁師 / あの世からの漁夫）、Flying polyp（盲目のもの）、Ghoul（グール / 食屍鬼）、Gnoph-Keh（ノフ＝ケー）、Great Race of Yith（イースの大いなる種族 / イスの偉大なる種族）、Gug （ガグ）、Insects from Shaggai（妖虫 / シャッガイからの昆虫）、Mi-Go（ミ＝ゴ / 忌まわしき雪男）、Night-gaunts（ナイトゴーント / 夜の魍魎 / 夜鬼）、Sand-Dweller（砂に棲むもの）、Shantak（シャンタク鳥）、Shoggoth（ショゴス）、Spawn of the Green Abyss （緑の深淵の落とし子）、Star Vampire（星の精）、Tcho-Tchos（チョー・チョー人）、The Hounds of Tindalos（ティンダロスの猟犬）、Voormis（ヴーアミ族）、Warder of Knowledge（知識を守るもの）、Yuki Otoko（ユキ・オトコ）

### その他
マジックアイテム、物語の舞台、また異世界ドリームランドについては、別記事にて解説する。

## クトゥルフ神話の作家と作品

### クトゥルフ神話作家・作品
広義にクトゥルフ神話の作家とされる者は多数に上るが、いくつかの世代に分ける事が理解の助けとなる。
ラヴクラフトの先達
ラヴクラフトに影響を与えた先達のホラー作家たち。ラヴクラフト自身これらの作家の作品から積極的に固有名詞を借用するなどしてクトゥルフ神話世界構築の助けとした。
- エドガー・アラン・ポー：ナンタケット島出身のアーサー・ゴードン・ピムの物語（1838）
- アンブローズ・ビアス：カルコサの住民（1893）
- ロバート・W・チェンバース：黄の印／黄衣の王（1895）
- アルジャーノン・ブラックウッド：ウェンディゴ（1910）
- アーサー・マッケン：パンの大神（1890）、黒い石印（1895）、白い粉薬のはなし（1895）、白魔（1899）

ハワード・フィリップス・ラヴクラフト
東雅夫はラヴクラフトの作品を幾つかの系統に分け、これら原点作品の壮大な変奏曲が以後の神話作品であると述べた。数字は執筆年/発表年。
- クトゥルフ物語：クトゥルフの呼び声（1926/1928）
- インスマス物語：インスマスを覆う影（1931/1936）
- ヨグ＝ソトース物語：ダニッチの怪（1928/1929）
- ナイアーラトテップ物語：闇をさまようもの（1935/1936）、未知なるカダスを夢に求めて（後述）
- ユゴス物語：闇に囁くもの（1930/1931）
- 古のもの物語：狂気の山脈にて（1931/1936）
- 大いなる種族物語：時間からの影（1934/1936）
- グール物語：ピックマンのモデル（1926/1927）
- ドリームランド物語：未知なるカダスを夢に求めて（1926/没後1948）
- 妖術師物語：チャールズ・ウォードの奇怪な事件（1927/没後1941）、戸口にあらわれたもの（1933/1937）
- マッド・サイエンティスト物語：死体蘇生者ハーバート・ウェスト（1921/1922）など
- その他の怪奇譚：宇宙からの色（1927/1927）など

ラヴクラフト世代
ラヴクラフトと同時期にパルプ・マガジンで活躍していた同世代の作家たち。これらの作家たちとの固有名詞やアイデアの交換、相互の借用によりクトゥルフ世界が成り立っていく。
- クラーク・アシュトン・スミス：妖術師の帰還（1931）、サタムプラ・ゼイロスの物語（1931）、魔道士エイボン（1932）、アウースル・ウトックアンの不運（1932）、名もなき末裔（1932）、アタマウスの遺言（1932）、彼方からのもの（1932）、アヴェロワーニュの獣（1933）、ウボ＝サスラ（1933）、アゼダラクの聖性（1933）、二重の影（1934）、死体安置所の神（1934）、墓の落とし子（1934）、イルゥルニュ城の巨像（1934）、七つの呪い（1934）、塵埃を踏み歩くもの（1935）、ヴルトゥーム（1935）、白蛆の襲来（1941）
- フランク・ベルナップ・ロング：喰らうものども（1928）、ティンダロスの猟犬（1929）、恐怖の山（1931）、脳を喰う怪物（1932）、暗黒の復活（1980）
- リチャード・F・シーライト (Richard F. Searight)：知識を守るもの（没後1992）
- ロバート・E・ハワード：影の王国（1929）、夜の末裔（1931）、バル＝サゴスの神々（1931未訳）、暗黒の男（1931）、黒の碑（1931）、闇の種族（1932）、大地の妖蛆（1932）、屋根の上に（1932）、妖蛆の谷（1934）、アッシュールバニパルの焔（1936）、墓はいらない（1937）、闇に潜む顎（没後1970）、黒の詩人（1971※ダーレス補）
- ドナルド・ワンドレイ：足のない男（1932）、屍衣の花嫁（1932）
- オーガスト・ダーレス：風に乗りて歩むもの（1933）、ハスターの帰還（1939）、エリック・ホウムの死（1939）、サンドウィン館の怪（1940）、イタカ（1941）、戸口の彼方へ（1941）、永劫の探究（1944-1952）、闇に棲みつくもの（1944）、丘の夜鷹（1948）、彼方からあらわれたもの（1951）、谷間の家（1953）、ルルイエの印（1957）
  - マーク・スコラ―共著：邪神の足音（1930）、潜伏するもの（1932）、モスケンの大渦巻き（1939）、湖底の恐怖（1940）
  - ラヴクラフトとダーレスの合作：暗黒の儀式（1945）、生きながらえるもの（1954）、ピーバディ家の遺産（1957）、異次元の影（1957）、破風の窓（1957）、アルハザードのランプ（1957）、閉ざされた部屋（1959）、ファルコン岬の漁師（1959）、魔女の谷（1962）、屋根裏部屋の影（1964）、恐怖の巣食う橋（1967）、インズマスの彫像（没後1974）

- ヒュー・B・ケイヴ ：暗黒魔術の島（1934）、臨終の看護（1939）
- ヘンリー・カットナー：クラーリッツの秘密（1936）、セイレムの恐怖（1937）、暗黒の口づけ（1937ブロックと共作）、蛙（1937）、狩りたてるもの（1939）、侵入者（1939）、ヒュドラ（1939）、恐怖の鐘（1939）
- ロバート・ブロック：星から訪れたもの（1935）、ブバスティスの子ら（1936）、無貌の神（1936）、哄笑する食屍鬼（1936）、冥府の守護神（1936）、闇の魔神（1936）、奇形（1937）、セベクの秘密（1937）、窖に潜むもの（1937）、暗黒のファラオの神殿（1937）、妖術師の宝石（1939）、尖塔の影（1950）、無人の家で発見された手記（1951）、首切り入江の恐怖（1958）、アーカム計画（1979）
- ヘンリー・ハーセ (Henry Hasse)：本を守護する者（1937）
- マンリー・ウェイド・ウェルマン：謎の羊皮紙（1937）
- ロバート・バーバー・ジョンスン：遥かな地底で（1939）
- ロバート・A・W・ロウンデズ（Robert A. W. Lowndes）：深淵の恐怖（1941/1965完全版）、グラーグのマント（1941。3人共作）
- カール・ホール・トムスン：緑の深淵の落とし子（1946）
- フレッド・ペルトン：サセックス稿本（194X）
- ジョセフ・ペイン・ブレナン：第七の呪文（1963）

ラヴクラフト代作
- ゼリア・ビショップ：イグの呪い（1929）、墳丘の怪（1940）
- アドルフォ・デ・カストロ (Adolphe Danziger De Castro)：電気処刑器（1930）
- ヘイゼル・ヒールド：石像の恐怖（1932）、博物館の恐怖（1933）、永劫より（1935）
- ウィリアム・ラムリー：アロンソ・タイパーの日記（1938）

アーカムハウス世代
ダーレスによるアーカム・ハウスの設立、およびクトゥルフ神話の再編が進んでからの作家たち。アーカム・ハウスから作品を刊行した者を含む。
- コリン・ウィルソン：精神寄生体（1967）、賢者の石（1969）、ロイガーの復活（1969）、古きものたちの墓（1999）
- D・R・スミス：アルハザードの発狂（1950）
- ジェイムズ・ウエイド：深きものども（1969）
- ブライアン・ラムレイ：大いなる帰還（1969）、縛り首の木（1970）、魔物の証明（1970）、盗まれた眼（1971）、黒の召喚者（1971）、ニトクリスの鏡（1971）、海が叫ぶ夜（1971）、ダイラス＝リーンの災厄（1971）、ド・マリニーの掛け時計（1971）、狂気の地底回廊（1971）、セメントに覆われたもの（1971）、タイタス・クロウ・サーガ（1975-1989）、名数秘法（1982）、続・黒の召喚者（1983）、妖蛆の王（1983）、ダゴンの鐘（1989）、けがれ（2005）
- ラムジー・キャンベル：ハイ・ストリートの教会（1962）、湖畔の住人（1964）、城の部屋（1964）、恐怖の橋（1964）、妖虫（1964）、ヴェールを破るもの（1964）、ムーン・レンズ（1964）、異次元通信機（1964）、暗黒星の陥穽（1964）、呪われた石碑（1964）、コールド・プリント（1969）、パイン・デューンズの顔（1980）
- リン・カーター：墳墓に棲みつくもの（1971）、シャッガイ（1971）、二相の塔（1973）、最も忌まわしきもの（1973）、時代より（1975）、ナスの谷にて（1975）、陳列室の恐怖（1976）、モーロックの巻物（1976）、窖に通じる階段（1976）、奈落の底のもの（1980）、極地からの光（1980）、深淵への降下（1980）、ウィンフィールドの遺産（1981）、赤の供物（1982）、星から来て饗宴に列するもの（1984）、炎の侍祭（1985）、暗黒の知識のパピルス（1988）、ヴァーモントの森で見いだされた謎の文書（1988）、ヴァラードのサイロンによるエイボンの生涯（1888）、羊皮紙の中の秘密（1888）、夢でたまたま（1988）
- ゲーリー・メイヤーズ：妖蛆の館（1970初期版）
- フリッツ・ライバー：アーカムそして星の世界へ（1966）
- フレッド・チャペル：暗黒神ダゴン（1968）、恐るべき物語（1984）、残存者たち（2010）
- D・J・ウォルシュJr (Donald J. Walsh Jr.)：呪術師の指環（1971）
- ジョージ・ヘイほか：ネクロノミコン断章（1978）
- T・E・D・クライン (T. E. D. Klein)：角笛をもつ影（1980）
- A・A・アタナジオ (A. A. Attanasio)：不知火（1980）
- デヴィッド・ドレイク：蠢く密林（1980）
- マーチン・S・ハーネス：アルソフォカスの書（1980）
- ジョン・グラスビー
- ウォルター・C・デビルJr (Walter C DeBill Jr.)：ムランドス神話

ダーレス死後の世代
- ロバート・M・プライス：悪魔と結びし者の魂（1996）、緑の崩壊（1997）、『夜の書』への注釈（1997）、地を穿つもの（1997）、裏道（1997）
- スティーヴン・キング：呪われた村（1978）、クラウチ・エンドの怪（1980）、ザ・スタンド（1980）、N（2008）
- ハワード・ウォルドロップとスティーヴン・アトリー：昏い世界を極から極へ（1977）
- ピーター・トレメイン：ダオイネ・ドムハイン（1992）
- ブライアン・ムーニイ：プリスクスの墓（1994）
- ベイジル・コッパー：暗礁の彼方に（1994）
- ブライアン・ステイブルフォード：インスマスの遺産（1992）
- ロジャー・ゼラズニイ：虚ろなる十月の夜に（1993）
- マイカル・マーシャル・スミス(Michael Marshall Smith)：海を見る（1994）
- フランクリン・シーライト (Franklyn Searight) - 上記リチャード・F・シーライトの息子
- ジェームズ・アンビュール (James Ambuehl)：ルー＝クトゥの魔神たち（未訳）
- トレイシー・アンビュール (Tracy Ambuehl)
- トマス・リゴッティ (Thomas Ligotti)：愚宗門（1987）
- スコット・ディヴィッド・アニロウスキイ (Scott David Aniolowski)
- リチャード・A・ルポフ：ダニッチの破滅（1997）
- カール・エドワード・ワグナー：また語りあうために（1995）
- ジェフリー・トーマス (Jeffrey Thomas)
- W・H・パグマイア (W. H. Pugmire)
- スタンリー・C・サージャント (Stanley C. Sargent)
- キム・ニューマン：大物（1993）
- ジョン・R・フルツ：スリシック・ハイの災難（1997）
- J・トッド・キングリア (J.Tod Kingrea)：ファン・グラーフの絵（1997）
- ローレンス・J・コーンフォード：下から見た顔（2001）、アボルミスのスフィンクス（2001）、万物溶解液（2001）、ウトレッソル（2001合作）、ウスノールの亡霊（2001）、霊廟の落とし子（2001）、指輪の魔物（2001）
- ニール・ゲイマン：世界が再び終わる日（1994）、翠色の習作（2004）
- アラン・ムーア：中庭（2003）、ネオノミコン（2010）、プロビデンス（2015）
- エリザベス・ベア：非弾性衝突（2007）
- ナディア・ブキン：赤い山羊、黒い山羊（2010）
- ケイトリン・R・キアナン：禁じられた愛に私たちは啼き、吠える（2010）
- ジョー・R・ランズデール：血の色の影（2011）
- ブライアン・ホッジ：ともに海の深みへ（2013）
- ジョン・ランガン：牙の子ら（2014）

研究者
- ダン・クロア（Dan Clore）
- ダニエル・ハームズ

### 青心社文庫クトゥルー
日本において網羅度の高いレーベル。前身として、全6巻の単行本が、1980年から1985年にかけて刊行された。続いて内容を再編拡充した文庫版全13巻が、1989年から2005年にかけて刊行された。編集は大瀧啓裕。シリーズ完結後に重版された版には、全13巻分の収録作品一覧リストが掲載されている。
- クトゥルー1 - クトゥルーの呼び声、破風の窓、アロンソ・タイパーの日記、ハスターの帰還、無人の家で発見された手記、博物館の恐怖、ルルイエの印、クトゥルー神話の神神
- クトゥルー2 - 永劫の探究 全5部、クトゥルー神話の魔道書
- クトゥルー3 - カルコサの住民、黄の印、彼方からのもの、邪神の足音、暗黒のファラオの神殿、サンドウィン館の怪、妖術師の帰還、丘の夜鷹、銀の鍵の門を越えて
- クトゥルー4 - 魔犬、魔宴、ウボ＝サスラ、奇形、風に乗りて歩むもの、七つの呪い、黒い石、闇に棲みつくもの、石像の恐怖、異次元の影、アーカムそして星の世界へ
- クトゥルー5 - ピーバディ家の遺産、ティンダロスの猟犬、墓はいらない、臨終の看護、闇の魔神、無貌の神、戸口の彼方へ、谷間の家、魔道士エイボン、アタマウスの遺言
- クトゥルー6 - 恐怖の巣食う橋、生きながらえるもの、暗黒の儀式 全3章
- クトゥルー7 - 星から訪れたもの、闇をさまようもの、尖塔の影、永劫より、アッシュールバニパルの焔、セイレムの恐怖、イグの呪い、閉ざされた部屋
- クトゥルー8 - 屋根裏部屋の影、侵入者、屋根の上に、電気処刑器、潜伏するもの、名もなき末裔、インスマスを覆う影
- クトゥルー9 - 謎の浅浮彫り、城の部屋、喰らうものども、魔女の谷、セベクの秘密、ヒュドラ、闇に囁くもの
- クトゥルー10 - ファルコン岬の漁師、妖術師の宝石、クラーリッツの秘密、クトゥルーの眷属、グラーグのマント、アルハザードのランプ、チャールズ・デクスター・ウォード事件
- クトゥルー11 - 深淵の恐怖、知識を守るもの、暗黒の口づけ、窖に潜むもの、狩りたてるもの、蛙、恐怖の山、補足資料ラヴクラフト書簡より
- クトゥルー12 - アルハザードの発狂、サタムプラ・ゼイロスの物語、ヒュプノス、イタカ、首切り入江の恐怖、湖底の恐怖、モスケンの大渦巻き、墳丘の怪
- クトゥルー13 - 彼方からあらわれたもの、エリック・ホウムの死、遥かな地底で、本を守護する者、哄笑する食屍鬼、ブバスティスの子ら、恐怖の鐘、緑の深淵の落とし子、深きものども、資料（クトゥルー神話用語集、など）

### 日本のクトゥルフ神話作家
小説家
- あ：逢空万太、朝松健
- か：風見潤、神野オキナ、菊地秀行、くしまちみなと、栗本薫、小中千昭、小林泰三
- さ：殊能将之、杉村修
- た：高木彬光、田中芳樹
- は：原田宇陀児、伏見健二
- や：山田正紀、山本弘

漫画家
- 後藤寿庵、田辺剛、槻城ゆう子、魔夜峰央、諸星大二郎、八房龍之助、矢野健太郎、西川魯介、谷弘兒、井田辰彦

評論家
- 荒俣宏、大瀧啓裕、紀田順一郎、東雅夫

### クトゥルフ神話に影響を受けた作品
クトゥルフ神話は、多数の作品に影響を与えている。

### 主な事典
あらゆる事典が、ライターの独自解釈・独自設定を含む。
- フランシス・T・レイニー『クトゥルー神話小辞典』（1942）
最初の事典。ファンジン『アコライト』に掲載され、アーカムハウスのダーレスに注目されて採用された。青心社文庫『クトゥルー13』に収録。
- リン・カーター『クトゥルー神話の魔道書』（1956）、「クトゥルー神話の神神」（1957）
ファンジンに掲載され、アーカムハウスのダーレスに注目されて採用された。青心社文庫『クトゥルー2』『1』に収録。
- サンディ・ピーターセン『クトゥルフ神話TRPG』（初版1981。第7版2014）
ゲームであり、ジャンル中では人口最多。複数のライターが集団で書いており、また分野を限定して特化したサブ資料が多数存在する。随時バージョンアップがされる。
- ダニエル・ハームズ『エンサイクロペディア・クトゥルフ（英語版）』（初版1994、第2版1997・邦訳有、第3版2008・未訳）
英語圏中心の事典。北米における今日的な神話大系の設定の集大成。
- スコット・アニオロフスキー『マレウス・モンストロルム』（6版版2006、7版版2019）
主にケイオシアム社TRPGの範囲で、神々とクリーチャーを網羅する。
- 東雅夫『クトゥルー神話事典』（初版1995、第四版2013、大事典2018）
日本最初の事典。第四版までは学研刊。実質第五版の2018年版は新紀元社刊となり、コンセプトが大きく変わった。
- 森瀬繚『図解クトゥルフ神話』（2005）
見開き式の111項目で図解する。

## クトゥルフ神話にちなんで命名された実在の地名
冥王星の赤道領域に広がる、クジラ模様をした褐色の領域はクトゥルフ領域と呼ばれている。冥王星最大の衛星カロンは、かつて小惑星が衝突したジャイアント・インパクトで形成され、その冥王星側の名残がクトゥルフ領域であるという説が提唱されている。